# (55555) ADN
Pour les articles homonymes, voir ADN (homonymie).
(55555) ADN, désignation internationale (55555) DNA, est un astéroïde de la ceinture principale.

## Description
(55555) ADN est un astéroïde de la ceinture principale. Il fut découvert par Charles W. Juels et Paulo R. Holvorcem le 19 décembre 2001 à Fountain Hills. Il présente une orbite caractérisée par un demi-grand axe de 2,56 UA, une excentricité de 0,131 et une inclinaison de 14,63° par rapport à l'écliptique.
Il fut nommé d'après l'acide désoxyribonucléique, abrégé en ADN, qui joue en rôle central dans la synthèse des protéines cellulaires via l'acide ribonucléique (ARN), et est responsable de la transmission des caractères héréditaires dans la reproduction des organismes vivants.

## Compléments